# Кроуборо
Кроуборо (англ. Crowborough) — город и община в английском графстве Восточный Суссекс. Город расположен на границе Ашдаунского леса, в местности Хай-Уилд, входящей в перечень «Исключительных по красоте природы областей» (англ. High Weald Area of Outstanding Natural Beauty) Великобритании.

## История

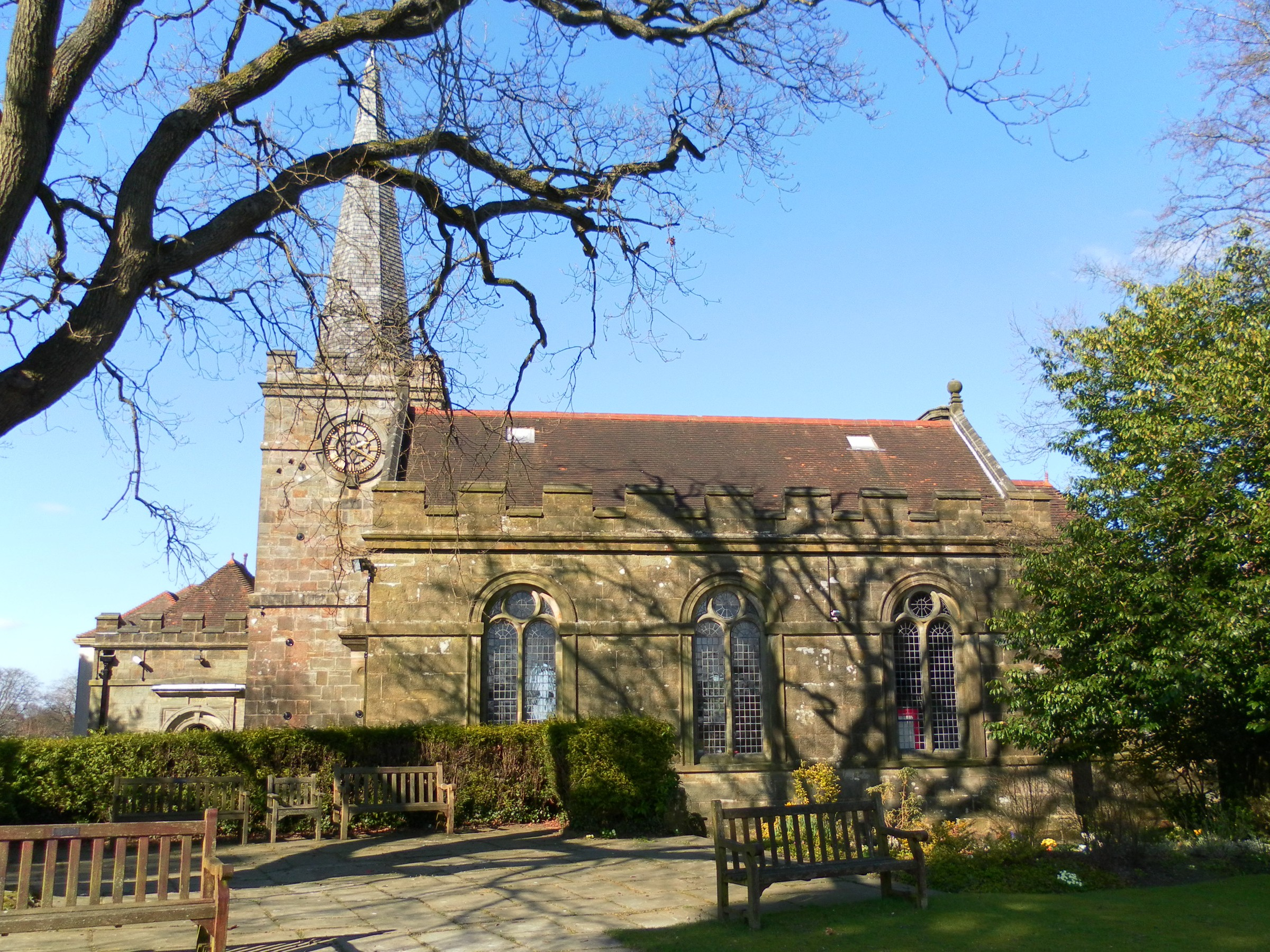
Церковь Всех Святых

Слово «крох» на древнеанглийском языке означало шафран или золотисто-желтый цвет, а «берг» — холм.
В 1734 году сэр Генри Фермор, местный меценат, завещал деньги церкви и благотворительной школе на благо «невежд и язычников», которые жили в Ротерфилде или в районе Кроуборо и Ашдаунского леса.
Кроуборо расположен в 56 км от Лондона, и железная дорога, проложенная в 1868 году, способствовала значительному росту города. В конце XIX века Кроуборо стал санаторно-курортным местом, так как располагался на возвышенности, в окружении живописных холмов и лесов. Агентства недвижимости назвали его «Шотландия в Суссексе».
В 1907—1930 годах в Короуборо жил писатель Артур Конан Дойл — автор рассказов о Шерлоке Холмсе.
С 1942 по 1982 год возле Кроуборо располагались радиопередатчики, в том числе, известная во время Второй мировой войны станция «Аспидистра», а после войны отсюда шли трансляции «Внешних Служб Би-би-си» на Европу.

## Города-побратимы
- Монтаржи
- Хоррич[англ.]

## Известные жители
- Эванс-Притчард, Эдвард Эван
- Селлерс, Пирс Джон
- Джефферис, Ричард
- Кейн, Роберт Генри
- Бланшетт, Кейт
- Катона, Керри
- Дриберг, Том
- Бейкер, Том
- Дойл, Артур Конан

## Комментарии
1. ↑  В ранних свидетельствах сохранилось разное написание этой местности: Crohbergh, Crowbergh, Croweborowghe, Crowbarrow, Crowboro.